# Vatica coriacea
Vatica coriacea är en tvåhjärtbladig växtart som beskrevs av Peter Shaw Ashton. Vatica coriacea ingår i släktet Vatica och familjen Dipterocarpaceae. Inga underarter finns listade i Catalogue of Life.